# Operación Plowshare
Operación Plowshare, también conocido como Proyecto Plowshare o Programa Plowshare, fue el término general utilizado por Estados Unidos para el desarrollo de técnicas para utilizar explosivos nucleares para fines pacíficos. La frase fue acuñada en 1961, tomado del libro de Miqueas 4:3 («El juzgará entre muchos pueblos y arbitrará entre naciones poderosas, hasta las más distantes. Y convertirán sus espadas en rejas de arado y sus lanzas en podaderas. No alzará espada nación contra nación, ni se adiestrarán más para la guerra. 4 Cada uno se sentará debajo de su vid y debajo de su higuera. Y no habrá quien los amedrente, porque la boca de Yahveh de los Ejércitos ha hablado.»). Formaba parte de lo que EE.UU. llamaba las explosiones nucleares pacíficas (PNE). La Unión Soviética tuvo un programa similar de pruebas durante muchos años. [1] El programa soviético se llamaba Explosiones Nucleares para la Economía Nacional.

## Usos del programa sugeridos
Usos propuestos incluyen la ampliación del canal de Panamá, la construcción de un nuevo canal a nivel del mar a través de Nicaragua apodado el Canal de Pan-Atómica, cortando los caminos en las zonas montañosas para carreteras y vías para la conexión de los sistemas fluviales. Otras propuestas que participan voladuras cavernas subterráneas de agua, gas natural y el almacenamiento de petróleo. Se prestó atención particular también a la utilización de estos explosivos para las operaciones mineras diferentes. Una de las propuestas sugirió utilizar las explosiones nucleares para conectar los acuíferos subterráneos en Arizona. Otro plan de limpieza de superficie involucrados en la vertiente occidental de Sacramento Valley, California, para un proyecto de transporte de agua. Proyecto Carryall [2], propuesta en 1963 por la Comisión de Energía Atómica, la División de Carreteras de California (Caltrans ahora), y el Ferrocarril Santa Fe, habría usado 22 explosiones nucleares para excavar un roadcut masiva a través de las montañas de Bristol en el desierto de Mojave , para dar cabida a la construcción de la carretera interestatal 40 y una nueva línea ferroviaria. Al final del programa, uno de los principales objetivos era desarrollar explosivos nucleares, y las técnicas de explosión, para estimular el flujo de gas natural en "estrecho" formaciones depósito subterráneo. En la década de 1960, una propuesta fue sugerido para una modificación in situ el proceso de extracción de petróleo de esquisto que implicó la creación de una chimenea de escombros (una zona en la formación de esquisto bituminoso creado por romper la roca en fragmentos), utilizando un explosivo nuclear. [3] Sin embargo, este enfoque fue abandonado por una serie de razones técnicas.
Los explosivos nucleares nunca se han utilizado para propósitos de ingeniería comercial en los Estados Unidos, pero el concepto ha sido probado.

## Pruebas del Proyecto Plowshare

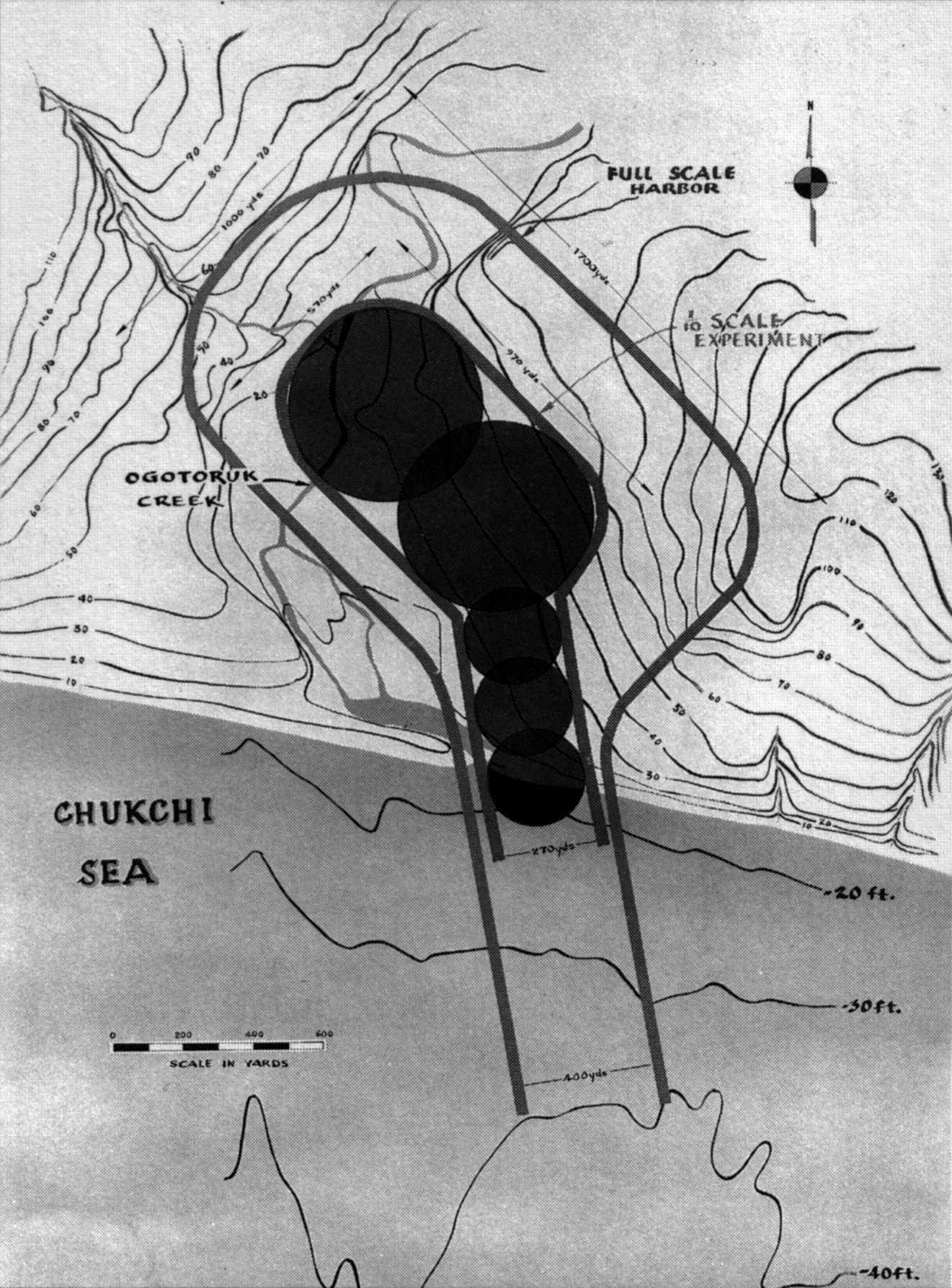
Uno de los proyectos para construir un puerto artificial en Alaska encadenando la explosión de 5 bombas nucleares.

Uno de los primeros altos arado nucleares cráteres propuestas que estuvo cerca de ser llevado a cabo fue el Proyecto Chariot, que han usado varias bombas de hidrógeno para crear un puerto artificial en el Cabo Torres, Alaska. Nunca se llevó a cabo debido a las preocupaciones de las poblaciones nativas y el hecho de que había poco uso potencial para el puerto para justificar su cuenta y riesgo. Después el proyecto fue terminado, una prueba de concepto 104 kilotones (435 terajulios) cráteres explosión se llevó a cabo el 6 de julio de 1962 en el extremo norte de Yucca Flats, en Nevada, el sitio de la Energía Atómica Comisión de prueba (NTS) en el sur de Nevada. El tiro, "Sedan", el desplazamiento de más de 12 millones de toneladas cortas (11 teragramos) de tierra y dio lugar a una nube radioactiva que se elevó a una altitud de 12.000 pies (3,7 km). El penacho de polvo radiactivo dirigió hacia el noreste y luego al este hacia el río Mississippi.
La primera explosión fue el Proyecto Gnome PNE, realizada el 10 de diciembre de 1961 en una cama de sal de 24 millas (39 km) al sureste de Carlsbad, Nuevo México. La explosión libera 3,1 kilotones (13 TJ) de producción de energía a una profundidad de 361 metros (1.184 pies) que dio lugar a la formación de un ft 170 (51.816 m) de diámetro, 80 pies (24.384 m) de alto (52 por 25 m) cavidad. La prueba tuvo muchos objetivos. El público la mayoría de estos consistió en la generación de vapor que podría ser usado para generar electricidad. Otro objetivo era la producción de radioisótopos útiles y su recuperación. Otro experimento implicó neutrones tiempo de la física de vuelo. Un cuarto experimento incluía estudios geofísicos basados en la fuente sísmica programada. El último objetivo fue considerada un éxito completo. El chorro de vapor radiactivo involuntariamente ventilación mientras la prensa observaba. El experimento desarrollado en parte del proyecto la detonación entrenador que iba a seguir la prueba junto a Gnome fue cancelado luego.

Durante los próximos 11 años 26 más pruebas se llevaron a cabo una explosión nuclear en el marco del programa de EE.UU. PNE. La financiación en silencio terminó en 1977. Los costos del programa se han estimado en más de (EE.UU.) $ 770,000,000.

### Experimento de simulación de Gas Natural
La última explosión tuvo lugar el PNE, el 17 de mayo de 1973, en virtud de Fawn Creek, 76,4 km al norte de Grand Junction, Colorado. Tres detonaciones 30 kilotones, simultáneamente, a profundidades de 1.758, 1.875 y 2.015 metros. Fue el tercer experimento explosión nuclear se utilice para estimular el flujo de gas natural de "firmemente" los campos de formación de gas. participantes industriales incluidos de El Paso Natural Gas Company para la prueba Gasbuggy; Austral Oil Company; CER Geonuclear Corporación para la prueba Rulison y CER Geonuclear Corporación para la prueba de Río Blanco. 
En 1974, aproximadamente $ 82 millones habían sido invertidos en el programa de tecnología nuclear de gas estimulación. Se estima que, incluso después de 25 años de producción de gas de todo el gas natural considerará recuperable, que sólo el 15 al 40 por ciento de la inversión podría ser recuperada.
Además, el concepto de que los quemadores de la estufa en California pronto podría emitir pequeñas cantidades de radionucleidos explosión en los hogares de la familia no se sientan bien con el público en general. El pozo contaminado de gas nunca se destinó a las líneas de suministro comercial.
Los restos de explosión radiactivos procedentes de EE.UU. 839 explosiones de ensayos nucleares subterráneos restos enterrados en el lugar y se ha considerado poco práctico para eliminar por Nevada Oficina del Departamento de Energía de la web.
La situación se mantuvo así durante los siguientes tres décadas, sin embargo, un resurgimiento en Colorado ladera occidental de perforación de gas natural ha traído el desarrollo de recursos cada vez más cerca de las detonaciones subterráneas original. A partir del verano de 2009, 84 permisos de perforación se han emitido dentro de un radio de 3 millas, con 11 permisos dentro de una milla del sitio.

## Tabla de pruebasPlowshare
Los Estados Unidos realizaron 27 detonaciones pacíficas en relación con otras series, pruebas relacionadas con las armas.
| Nombre     | Fecha                    | Ubicación                  | Potencia          | Serie de pruebas |
| ---------- | ------------------------ | -------------------------- | ----------------- | ---------------- |
| Gnome      | 10 de diciembre de 1961  | Carlsbad (Nuevo México)    | 3 kilotones       | Nougat           |
| Sedan      | 6 de julio de 1962       | Sitio de pruebas de Nevada | 104 kilotones     | Storax           |
| Anacostia  | 27 de noviembre de 1962  | Sitio de pruebas de Nevada | 5,2 kilotones     | Dominic          |
| Kaweah     | 21 de febrero de 1963    | Sitio de pruebas de Nevada | 3 kilotones       | Dominic          |
| Tornillo   | 11 de octubre de 1963    | Sitio de pruebas de Nevada | 0,38 kilotones    | Niblick          |
| Klickitat  | 20 de febrero de 1964    | Sitio de pruebas de Nevada | 70 kilotones      | Niblick          |
| Ace        | 11 de junio de 1964      | Sitio de pruebas de Nevada | 3 kilotones       | Niblick          |
| Dub        | 30 de junio de 1964      | Sitio de pruebas de Nevada | 11,7 kilotones    | Niblick          |
| Par        | 9 de octubre de 1964     | Sitio de pruebas de Nevada | 38 kilotones      | Whetstone        |
| Handcar    | 5 de noviembre de 1964   | Sitio de pruebas de Nevada | 12 kilotones      | Whetstone        |
| Sulky      | 5 de noviembre de 1964   | Sitio de pruebas de Nevada | 0,9 kilotones     | Whetstone        |
| Palanquin  | 14 de abril de 1965      | Sitio de pruebas de Nevada | 4,3 kilotones     | Whetstone        |
| Templar    | 24 de marzo de 1966      | Sitio de pruebas de Nevada | 0,37 kilotones    | Flintlock        |
| Vulcan     | 25 de junio de 1966      | Sitio de pruebas de Nevada | 25 kilotones      | Flintlock        |
| Saxon      | 11 de julio de 1966      | Sitio de pruebas de Nevada | 1,2 kilotones     | Latchkey         |
| Simms      | 6 de noviembre de 1966   | Sitio de pruebas de Nevada | 2,3 kilotones     | Latchkey         |
| Switch     | 22 de junio de 1967      | Sitio de pruebas de Nevada | 3,1 kilotones     | Latchkey         |
| Marvel     | 21 de septiembre de 1967 | Sitio de pruebas de Nevada | 2,2 kilotones     | Crosstie         |
| Gasbuggy   | 10 de diciembre de 1967  | Farmington (Nuevo México)  | 29 kilotones      | Crosstie         |
| Cabriolet  | 26 de enero de 1968      | Sitio de pruebas de Nevada | 2,3 kilotones     | Crosstie         |
| Buggy      | 12 de marzo de 1968      | Sitio de pruebas de Nevada | 5 y 1,1 kilotones | Crosstie         |
| Stoddard   | 17 de septiembre de 1968 | Sitio de pruebas de Nevada | 31 kilotones      | Bowline          |
| Schooner   | 8 de diciembre de 1968   | Sitio de pruebas de Nevada | 30 kilotones      | Bowline          |
| Rulison    | 10 de septiembre de 1969 | Grand Valley (Colorado)    | 43 kilotones      | Mandrel          |
| Flask      | 26 de mayo de 1970       | Sitio de pruebas de Nevada | 105 kilotones     | Mandrel          |
| Miniata    | 8 de julio de 1971       | Sitio de pruebas de Nevada | 83 kilotones      | Grommet          |
| Rio Blanco | 17 de mayo de 1973       | Rifle (Colorado)           | 3 a 33 kilotones  | Toggle           |